# مجرة (قرية)
مجرة هي قرية في مقاطعة خلخال، إيران. عدد سكان هذه القرية هو 1,328 في سنة 2006.